# Robert Miura
Robert Miura (Selma, Califórnia, 12 de setembro de 1938) foi um matemático e biofísico estadunidense.
Miura estudou engenharia mecânica na Universidade da Califórnia em Berkeley, onde obteve o mestrado em 1962, estudou depois em especial construção de aeronaves na Universidade de Princeton, onde obteve o mestrado em 1964 e um doutorado em 1966, com a tese An Asymptotic Theory for Linearized Near-Continuum Flow Problems. A partir de 1965 trabalhou no Laboratório de Física do Plasma em Princeton. De lá resultou seu trabalho com Martin Kruskal, Clifford Gardner e John Greene sobre a transformação de espalhamento inversa em equações de onda não-lineares com solução por sóliton, pela qual os quatro receberam o Prêmio Leroy P. Steele de 2006. Em 1967/68 trabalhou com Harold Grad no Instituto Courant de Ciências Matemáticas, onde também investigou a física do plasma. De 1968 a 1971 trabalhou na Universidade de Nova Iorque, depois na Universidade Vanderbilt e a partir de 1975 como Professor na Universidade da Colúmbia Britânica. Lá interessou-se por biofísica matemática, em especial a modelagem de impulsos de células nervosas. Desde 2001 é Professor de Matemática e Engenharia Biomédica do New Jersey Institute of Technology, onde foi também diretor da Faculdade de Matemática.
Em 1980 recebeu uma bolsa Guggenheim. Foi fellow da Royal Society of Canada (1995) e membro da Associação Americana para o Avanço da Ciência (2005). Coeditor do periódico Analysis and Applications.